# Excoecaria
Excoecaria es un género de plantas con flores perteneciente a la familia Euphorbiaceae, que comprende unas 159 especies. El género es nativo del Viejo Mundo especialmente de las regiones tropicales.

## Descripción
Son árboles o arbustos glabros dioicos o monoicos. Con hojas alternas u opuestas, pecioladas, simples, enteras o dentadas, penninervadas, eglandulares. Las inflorescencias espiciformes o en forma de racimos axilares o terminales, normalmente solitarias, unisexuales o bisexuales. Las flores masculinas ± seniles; sépalos 2-4, libres o unidos en la base, imbricados. Las flores femeninas poco pediceladas, sépalos 2-3, libres o connados en la base, imbricados. El fruto dehiscente; exocarpo ligeramente carnoso.

## Distribución
La Excoecaria agallocha es venenosa, su contacto con la piel puede causar irritación y si tocamos los ojos puede causar ceguera temporal. Se distribuye por Australia desde el norte de Nueva Gales del Sur a lo largo de la costa norte hasta Western Australia. En 2007 fue descubierta en la costa de Guyarat de India. Es originario del norte de Brasil y Venezuela.

## Taxonomía
El género fue descrito por Carlos Linneo y publicado en Systema Naturae, Editio Decima 2: 1288. 1759. La especie tipo es: Excoecaria agallocha

## Especies seleccionadas
- Excoecaria agallocha L. - agalocho de Filipinas, aloe leño de Filipinas, bal-latin de Filipinas, balanti de Filipinas, buta de Filipinas, leño aloes de Filipinas, lignaloe.[5]
- Excoecaria cochinchinensis
- Excoecaria parvifolia

et al.